# Scogliera di Astrolabe
La scogliera di Astrolabe (Astrolabe Reef) è una scogliera localizzata nei pressi dell'isola di Motiti nella baia dell'Abbondanza, in Nuova Zelanda.
La barriera corallina, che emerge dal livello della superficie durante la bassa marea, è un noto punto di immersione e in alcuni punti la profondità arriva a 37 metri. Il nome deriva da quello della nave Astrolabe, dell'esploratore Jules Dumont d'Urville, che vi si incagliò nel 1827.
Nel 2011, nella zona della scogliera, si verificò un incidente marittimo per il quale si riversarono in mare diverse tonnellate di petrolio che provocarono quello che è stato descritto come il peggiore disastro ambientale avvenuto in Nuova Zelanda.